# Chaetomium ramipilosum
Chaetomium ramipilosum är en svampart som beskrevs av Schaumann 1973. Chaetomium ramipilosum ingår i släktet Chaetomium och familjen Chaetomiaceae.   Inga underarter finns listade i Catalogue of Life.